# Maurya decorata
Maurya decorata är en insektsart som beskrevs av William D. Funkhouser 1937. Maurya decorata ingår i släktet Maurya och familjen hornstritar. Inga underarter finns listade i Catalogue of Life.